# Халіфа
Міжнародний стадіон імені Халіфи (арабська ملعب خليفة الدولي), також відомий як Національний стадіон — багатофункціональний стадіон у Досі, що є частиною спортивного комплексу Aspire Zone, також відомого як Doha Sports City. Арена була найбільшим стадіоном Катару. 2017 року стадіон отримав чотиризірковий рейтинг за Глобальною системою оцінки сталого розвитку (англ. Global Sustainability Assessment System).

## Історія
Стадіон збудований 1976 року та названий на честь Халіфи бін Хамада Аль Тані, еміра Катару в 1972—1995. 1984 року стадіон був вперше реконструйований, проте зміни були незначними.
Впродовж 2003—2005 років арена була суттєво реконструйована для проведення літніх Азійських ігор-2006 зі встановленням даху над західною трибуною. Над східою трибуною встановили арку, на якій змонтована система освітлення. Під південною трибуною були розміщені два басейни. Крім цього був обладнаний паркінг на 150 машиномісць.
Після надання Катару права провести Чемпіонат світу з футболу 2022 провели масштабнішу реконструкцію стадіону, що завершилась навесні 2017 року. Був споруджений другий ярус східної трибуни, встановлений дах над східною трибуною, замінений трав'яний газон, перекладене покриття бігових доріжок та секторів для технічних дисциплін, а нова місткість стадіону була доведена до 48000 глядачів. Крім цього, був обладнаний підземний простір під стадіоном з магазинами роздрібної торгівлі загальною площею біля 10000 м² та VIP-зонами та зонами гостинності (англ. hospitality zones) загальною площею біля 10000 кв. м. Біля стадіону був збудований спортивний музей, а на стадіоні була встановлена система кондиціювання повітря для забезпечення комфортної температури повітря для спортсменів та глядачів. Кількість паркомісць також суттєво зросла (6000 місць для автомобілів та 2300 місць — для автобусів).

## Спортивні змагання
Стадіон приймав, регулярно приймає та планує приймати різноманітні змагання (перш за все — з футболу та легкої атлетики), а саме:
- Кубок націй Перської затоки з футболу 1992
- Qatar Athletic Super Grand Prix[en] (з 1997) (зараз — етап Діамантової ліги)
- Літні Азійські ігри 2006
- Кубок націй Перської затоки з футболу 2004
- Панарабські ігри[en] 2011
- Чемпіонат Азії з легкої атлетики 2019
- Чемпіонат світу з легкої атлетики 2019[3]
- Чемпіонат світу з футболу 2022

## Чемпіонат світу 2022
На стадіоні Халіфа пройде 8 матчів Чемпіонату світу 2022.
| Дата              | Час (UTC+3) | Команда 1            | Рахунок | Команда 2            | Стадія              | К-кість глядачів |
| ----------------- | ----------- | -------------------- | ------- | -------------------- | ------------------- | ---------------- |
| 21 листопада 2022 | 16:00       | Англія               | 6:2     | Іран                 | Група B             | 45 334           |
| 23 листопада 2022 | 16:00       | Німеччина            | 1:2     | Японія               | Група E             | 42 608           |
| 25 листопада 2022 | 19:00       | Нідерланди           | 1:1     | Еквадор              | Група A             | 44 833           |
| 27 листопада 2022 | 19:00       | Хорватія             | 4:1     | Канада               | Група F             | 44 374           |
| 29 листопада 2022 | 18:00       | Еквадор              | 1:2     | Сенегал              | Група A             | 44 569           |
| 1 грудня 2022     | 22:00       | Японія               | :       | Іспанія              | Група E             |                  |
| 3 грудня 2022     | 18:00       | 1-е місце групи A    | :       | 2-е місце групи B    | 1/8 фіналу          |                  |
| 17 грудня 2022    | 18:00       | Переможений матчу 61 | :       | Переможений матчу 62 | Матч за третє місце |                  |